# 喬·布朗 (登山家)
喬瑟夫·布朗 CBE（1930年9月26日—2020年4月15日）是一名英國登山家，被認為是50年代和60年代初攀岩運動的傑出先驅者。他與他的早期攀登夥伴唐·威蘭斯一起，是戰後英國新一代的攀登者之一。他們來自工人階級背景，與二戰前主導這項運動的中產、上層階級專業人士形成鮮明對比。1955年，他參加英國干城章嘉峰遠征團，成為首批登上干城章嘉峰的人。他的一些攀登經歷被電視轉播，他還協助拍攝了幾部電影中的登山場景。布朗於2020年4月15日逝世，享年89歲。

## 早期生活
布朗出生於英格蘭曼徹斯特阿德威克，是家庭中的第七子與老么。父親是一名建築工人和商船隊，在布朗八個月大時於1931年去世。布朗的母親在開始做清潔工之前，被迫接受清洗工作。在他的自傳《The Hard Years》中，布朗記得他因拒絕參加教堂遊行而被禁止參加童軍活動。大約在16歲時，他來到肯德瀑布，在讀了科林·基庫斯的《Let's Go Climbing》後，他決定開始登山。據說他借了母親的舊洗衣線作為攀登繩，但布朗自己解釋說，事實上他偷了放在道路工程周圍的繩子。
離開學校後，布朗接受水電工和普通建築工的培訓，為一個叫Archie的水電工和普通建築工工作。1949－50年，他被徵召到皇家陸軍軍械部隊服役18個月，在那裡他與朋友們比賽攀岩來度過空閒時間。布朗在一次爭奪茶甕的比賽中腿部摔斷了三處，但三個月後又重新站起來繼續攀岩。

## 登山事業

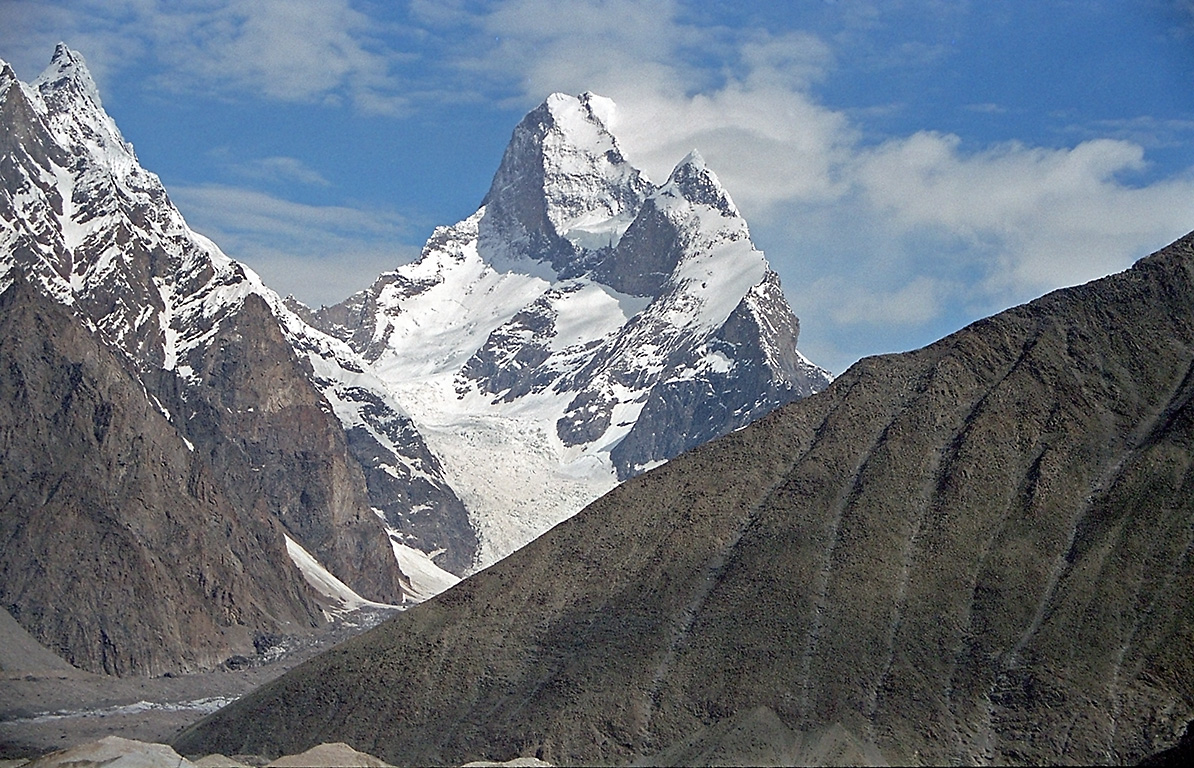
1956年，布朗與伊恩·麥克諾特-戴維斯首次登上慕士塔格塔峰的西峰

布朗在50年代因攀登而變得知名，有「大師」與「飛人」之稱。他是瓦爾基里登山俱樂部和冰岩登山俱樂部的創始成員。在《Hard Rock》一書中，肯·威爾遜這麼評論布朗：「讀者可以通過研究他在本書中的那些攀登經歷，對他的能力有部分了解。他為攀登運動帶來了罕見的綜合素質：敏銳、耐心、力量、技術能力、對線路的洞察力、競爭力，以及最重要的一點，一種微妙而神秘的魅力。很少有人會否認他在英國攀登界的地位仍然是卓越的。」1967年，攀登運動員A. B. Hargreaves在評價布朗的自傳《The Hard Years》時說：「這是一本由一個傑出的人所寫之傑出的書。至於這個人，這個艱苦的人，這個登山者，在攀岩與登山方面的成就都是非常偉大的。二十年來，他已經成為一個傳奇。」
布朗早期的攀登夥伴是來自鄰近城市索爾福德的唐·威蘭斯，他們是戰後首批來自工人階級背景的新型登山者，與二戰前主導這項運動的中產、上層階級專業人士形成鮮明對比。他出名到連郵局送給他的信上只寫了寄給「英國飛人」。
布朗在史諾多尼亞和峰區國家公園建立了許多新路線，處於最難等級的前沿。在蘭貝里斯山口的迪納斯石棚墓上的例子包括「墓碑角」（1952年，等級E1，與Doug Belshaw合作）和「墓園大門」（1951年，等級E1，與唐·威蘭斯合作）。
布朗在阿爾卑斯山和喜馬拉雅山的登山成就包括在50年代與威蘭斯和冰岩登山俱樂部的其他成員一起多次登頂，並在1955年與喬治·邦德一起首次登上世界第三高峰－尼泊爾喜馬拉雅山脈的干城章嘉峰。1956年，他與伊恩·麥克諾特-戴維斯一起首次登上喀喇崑崙山脈的慕士塔格塔峰西峰。團隊的其他成員約翰·哈托格（John Hartog）與湯姆·派蒂在第二天登上主峰。
除了創造開創性的路線之外，他還幫助發明了新型的「防護用品」，以提高攀登的安全性，並被公認為發明出一些最早的「螺母」，即把工程螺母的螺紋鑽出來，並用吊索把中心穿起來。他開始發明與改進攀岩設備，並在1966年開了一家商店，此後在史諾多尼亞擴大至三家商店與一家網路商店。

## 個人生活
1957年2月17日，布朗與瓦萊麗·梅爾維爾·格雷（Valerie Melville Gray）結婚。他的大女兒海倫於1960年出生，六年後二女兒佐伊出生。
2020年4月15日，布朗在他位於蘭貝里斯的家中逝世，享年89歲。

## 榮譽
布朗被授予大英帝國員佐勳章（MBE），並於2011年在元旦授勳中被授予大英帝國司令勳章（CBE），以表彰他對攀岩和登山運動的貢獻。在接受CBE時，BBC報導他說：「我被授予CBE勳章是如此奇怪，因為這就像我因為享受自己而被授予勳章。」

## 大眾媒體
在登山生涯中，布朗參與了《Hazard》、《Upside Down Wales》與《冰壁的女人》等電影拍攝，他和其他英國登山家協助了登山的場景。1986年，他在中為勞勃·狄尼洛拍攝攀岩戲時擔任替身。
布朗因在60年代的電視攀岩活動而家喻戶曉，其中三次是在史諾多尼亞，1967年他與伊恩·麥克諾特-戴維斯和克里斯·波寧頓一起在蘇格蘭的霍伊島上的老人海蝕柱上開闢了一條壯觀的新路線，並由BBC進行全程轉播。15年後，布朗在一部電視紀錄片中與他的二女兒佐伊一起重複了攀登海蝕柱的過程。
在他2010年出版的《Unjustifiable Risk?: The Story of British Climbing》中，西蒙·湯普森（Simon Thompson）這樣評價布朗：「喬·布朗被許多人認為是二十世紀最優秀的英國攀岩運動員。」

## 個人傳記
- Brown, Joe. . London: Victor Gollancz. 1967. OCLC 752708655.

## 外部連結
- 布朗首次登頂名單
- 布朗在喬治·史密斯的電影《Upside Down Wales》中的簡短片段 （页面存档备份，存于）
- 英國國家肖像館中的喬·布朗肖像
- 布朗的網路商店Joe-Brown.com （页面存档备份，存于）